# 小行星7113
小行星7113（英語：7113 Ostapbender）是一颗围绕太阳公转的小行星。1986年9月29日，柳德米拉·卡拉季奇在克里米亚发现了此天体。
这颗小行星的绝对星等为81.95907等。